# Isomolgus desmotes
Genre
Espèce
Isomolgus desmotes, unique représentant du genre Isomolgus, est une espèce de copépodes de la famille des Rhynchomolgidae.

## Distribution
Cette espèce se rencontre en Indonésie et en Papouasie-Nouvelle-Guinée dans l'océan Pacifique.
Ce copépode est associée au scléractiniaire Seriatopora hystrix.

## Publication originale
- Dojiri, 1988 : Isomolgus desmotes, new genus, new species (Lichomolgidae), a gallicolous poecilostome copepod from the scleractinian coral Seriatopora hystrix Dana in Indonesia, with a review of gall-inhabiting crustaceans of anthozoans. Journal of Crustacean Biology, vol. 8, no 1, p. 99-109.